# عظم جناحي

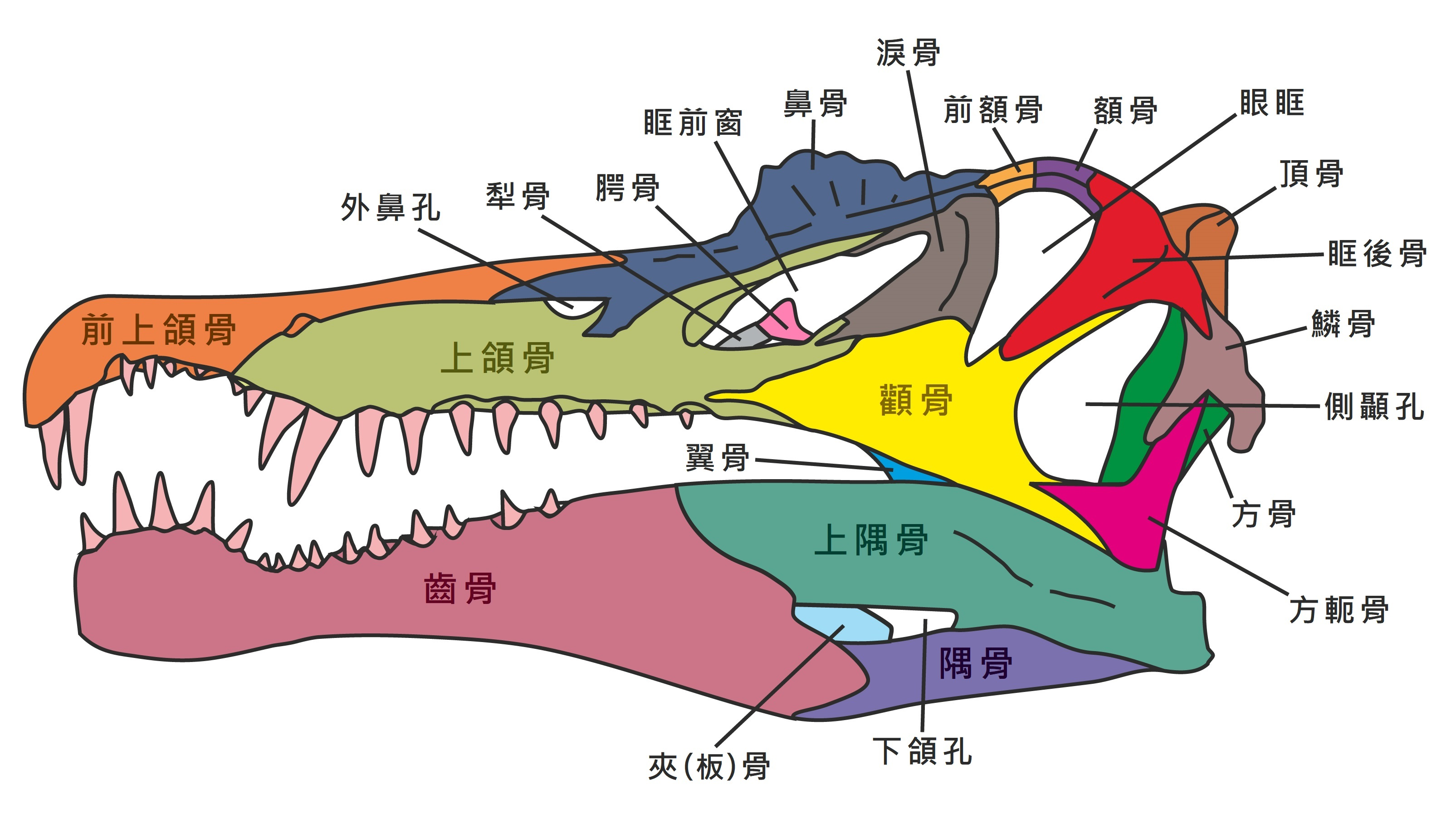

العظم الجناحي (بالإنجليزية: Pterygoid bone)‏ هوَ عظم مُقترن يُشكل جُزء من الحَنك في العديد من الفقاريات، ويقع خلفَ العظم الحنكي. يُصبح العظم الجناحي في البشر ناتئ جناحي للعظم الوتدي.